# 대합실의 여인
대합실의 여인은 1971년 공개된 대한민국의 영화이다. 강신성일 등이 주연으로 출연하였고 우기동 등이 제작에 참여하였다.

## 배역
- 신성일
- 윤세희